# 158号阿肯色州州道

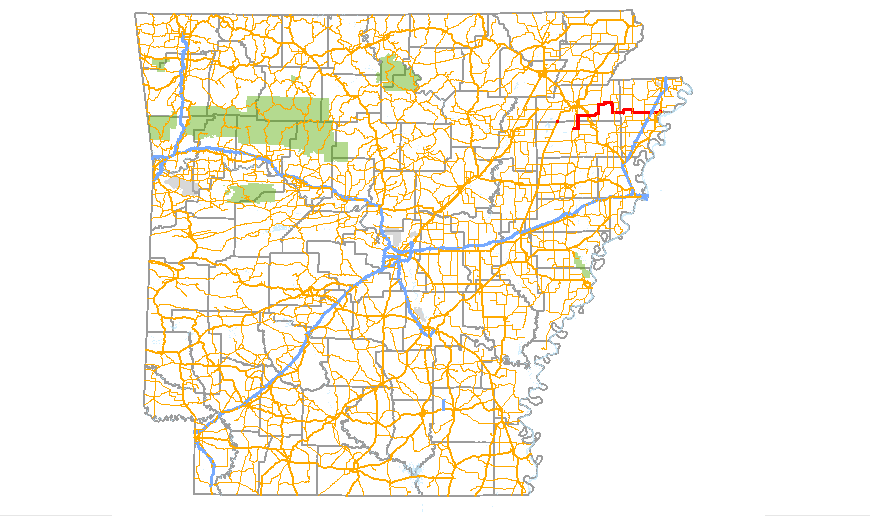

158号阿肯色州州道（英語：Arkansas Highway 158，AR158，Hwy. 158）是位于阿肯色州东北部的一条东西走向的州级公路，长44.24英里（71.20），起自拉克索拉接61号美国国道，西接1号阿肯色州州道。